# Нефшато (округ)
Округ Нефшато (фр. Arrondissement de Neufchâteau) — округ у Франції, в департаменті Вогези. 2023 року округ об'єднував 175 муніципалітетів, населення становило 52 308 осіб.
Адміністративний центр (супрефектура) — Нефшато.

## Муніципалітети
Список муніципалітетів округу та їхні коди INSEE:
1. Авранвіль (88025)
2. Амевель (88007)
3. Аньєвіль-е-Ронкур (88227)
4. Аревіль (88231)
5. Армонвіль (88232)
6. Арофф (88013)
7. Аршешам (88229)
8. Аттіньєвіль (88015)
9. Аттіньї (88016)
10. Ауз (88010)
11. Базуаль-е-Меній (88043)
12. Базуаль-сюр-Мез (88044)
13. Баллевіль (88031)
14. Барвіль (88036)
15. Бельмон-ле-Дарне (88049)
16. Бельмон-сюр-Вер (88051)
17. Бельрю (88052)
18. Блевенкур (88062)
19. Блервіль (88061)
20. Бонвілле (88065)
21. Бофремон (88045)
22. Брешенвіль (88074)
23. Бюльньєвіль (88079)
24. Валлеруа-ле-Сек (88490)
25. Вальфруакур (88488)
26. Вів'є-ле-Гра (88517)
27. Вів'є-лез-Оффруакур (88518)
28. Віллотт (88510)
29. Віллуксель (88511)
30. Віттель (88516)
31. Вішере (88504)
32. Вйокур (88514)
33. Вйоменій (88515)
34. Водонкур (88496)
35. Врекур (88524)
36. Вуксе (88523)
37. Годонкур (88208)
38. Гран (88212)
39. Гранрю-де-Бен (88214)
40. Гре (88219)
41. Гриньонкур (88220)
42. Дамблен (88123)
43. Дарне (88124)
44. Дарне-о-Шен (88125)
45. Доленкур (88137)
46. Домбаль-деван-Дарне (88138)
47. Домбро-ле-Сек (88140)
48. Домбро-сюр-Вер (88141)
49. Домевр-су-Монфор (88144)
50. Домжульян (88146)
51. Доммартен-ле-Валлуа (88149)
52. Доммартен-сюр-Врен (88150)
53. Домремі-ла-Пюсель (88154)
54. Еле (88162)
55. Енвель (88004)
56. Енжевіль (88003)
57. Еннзель (88238)
58. Ескль (88161)
59. Естренн (88164)
60. Жандревіль (88195)
61. Жезонвіль (88252)
62. Жеммеленкур (88194)
63. Женвіллотт (88249)
64. Жиньєвіль (88199)
65. Жиронкур-сюр-Врен (88206)
66. Жубенвіль (88255)
67. Іш (88248)
68. Клере-ла-Кот (88107)
69. Клодон (88105)
70. Контрексевіль (88114)
71. Кренвільє (88119)
72. Курсель-су-Шатенуа (88117)
73. Куссе (88118)
74. Ла-Вашересс-е-ла-Руї (88485)
75. Ла-Неввіль-су-Шатенуа (88324)
76. Ла-Неввіль-су-Монфор (88325)
77. Ламарш (88258)
78. Ландавіль (88259)
79. Ле-Валлуа (88491)
80. Ле-Тонс (88471)
81. Леммекур (88265)
82. Леррен (88267)
83. Ліньєвіль (88271)
84. Ліронкур (88272)
85. Ліффоль-ле-Гран (88270)
86. Лоншам-су-Шатенуа (88274)
87. Маконкур (88278)
88. Максе-сюр-Мез (88293)
89. Маленкур (88283)
90. Мандр-сюр-Вер (88285)
91. Маре (88287)
92. Мартенвель (88291)
93. Мартіньї-ле-Бен (88289)
94. Мартіньї-ле-Жербонво (88290)
95. Медонвіль (88296)
96. Меній-ан-Ксентуа (88299)
97. Мідрево (88303)
98. Мон-ле-Ламарш (88307)
99. Мон-ле-Нефшато (88308)
100. Монсель-сюр-Вер (88305)
101. Монтюре-ле-Сек (88309)
102. Монтюре-сюр-Сон (88310)
103. Морвіль (88316)
104. Морельмезон (88312)
105. Моризекур (88314)
106. Нефшато (88321)
107. Нонвіль (88330)
108. Норруа (88332)
109. Озенвільє (88022)
110. Олленвіль (88336)
111. Ольнуа (88017)
112. Отіньї-ла-Тур (88019)
113. Отревіль (88020)
114. Оффруакур (88335)
115. Паре-су-Монфор (88343)
116. Парньї-су-Мюро (88344)
117. Плевзен (88350)
118. Помп'єрр (88352)
119. Пон-ле-Бонфе (88353)
120. Прованшер-ле-Дарне (88360)
121. Пюнеро (88363)
122. Ребевіль (88376)
123. Реланж (88381)
124. Ремовіль (88387)
125. Ремонкур (88385)
126. Ренвіль (88366)
127. Реньєвель (88377)
128. Робекур (88390)
129. Розеротт (88403)
130. Розьєр-сюр-Музон (88404)
131. Ролленвіль (88393)
132. Ромен-о-Буа (88394)
133. Рувр-ла-Шетів (88401)
134. Рюпп (88407)
135. Сан-Валлуа (88441)
136. Сандокур (88440)
137. Сарт (88443)
138. Сен-Баслемон (88411)
139. Сен-Жульєн (88421)
140. Сен-Манж (88427)
141. Сен-Поль (88431)
142. Сен-Ремімон (88434)
143. Сенед (88450)
144. Сенонж (88452)
145. Сент-Уан-ле-Паре (88430)
146. Серекур (88455)
147. Серокур (88456)
148. Серомон (88453)
149. Сертіє (88083)
150. Сіркур-сюр-Музон (88104)
151. Совіль (88448)
152. Соксюр-ле-Бюльньєвіль (88446)
153. Сонкур (88459)
154. Сулосс-су-Сент-Елоф (88460)
155. Сюрйовіль (88461)
156. Сьйонн (88457)
157. Те-су-Монфор (88466)
158. Тіє (88474)
159. Тіньєкур (88473)
160. Толленкур (88475)
161. Трампо (88477)
162. Транкевіль-Гро (88478)
163. Тюйєр (88472)
164. Уевіль (88242)
165. Уекур (88241)
166. Фіньєвель (88171)
167. Фребекур (88183)
168. Фревіль (88189)
169. Френ (88180)
170. Френуа (88187)
171. Фушекур (88179)
172. Шатенуа (88095)
173. Шатійон-сюр-Сон (88096)
174. Шермізе (88102)
175. Юрвіль (88482)